# 瓜生村
瓜生村（うりゅうむら）は、福井県遠敷郡にあった村。現在の三方上中郡若狭町の南部、小浜線の若狭有田駅周辺から上中駅東側にかけての地域にあたる。

## 地理
- 河川 ： 北川、鳥羽川

## 歴史
- 1889年（明治22年）4月1日 - 町村制の施行により、関村、瓜生村、脇袋村、上吉田村、下吉田村、安賀里村、末野村、有田村及び下タ中村の区域をもって、瓜生村が発足する。
- 1954年（昭和29年）1月1日 - 三宅村、鳥羽村、瓜生村、熊川村及び野木村が合併して、上中町が発足する。

## 交通

### 鉄道路線
現在は旧村域に小浜線の若狭有田駅が所在するが、当時は未開業。

### 道路
- 国道27号